# Таюне
Таїсія Володимирівна Сватко, більш відома як Таюне (нар. 4 січня 1974, м. Сміла, Черкаська область, УРСР) — українська співачка, бек-вокалістка Олега Винника.

## Життєпис
Народилася 4 січня 1974 року в місті Сміла Черкаської области України.
Закінчила Канівське училище культури і мистецтва (нині коледж культури й мистецтв).
Бек-вокалістка Олега Винника.
Одружена з Олегом Винником, виховує сина.

## Дискографія

### Сингли
- 2014 — «Солодкі сльози»
- 2015 — «Зову тебя»
- 2016 — «Бачу — бачу»
- 2017 — «Больше не звони»
- 2017 — «Схожа на квітку»
- 2018 — «Беги»
- 2021 — «Подруга»

## Нагороди та відзнаки
- 2019 — Національна музична премія «Українська пісня року»[4]
- 2021 — Музична платформа України
- 2021 — Національна музична премія «Українська пісня року»
- 2022 — Національна музична премія «Українська пісня року»